# Eveliny Almeida
Eveliny Pereira de Almeida da Silva (20 de junho de 1981) é uma árbitra de futebol brasileira.

## Biografia e carreira
Eveliny Almeida é filha de Assis Almeida que foi árbitro nos anos de 1980 e 1990. Seu irmão, Almeida Filho, e seu marido, Paulo Marcelo, também atuaram como árbitros.
Almeida iniciou na arbitragem aos 14 anos e entrou oficialmente para o quadro de árbitros da Federação Cearense aos 19 anos. Entre 2005 e 2006 ela fez parte do quadro da Federação Paulista de Futebol. Em 2008, Almeida tornou-se a primeira mulher cearense a fazer parte do quadro de arbitragem da Federação Internacional de Futebol (FIFA). Em 2009, tornou-se a primeira mulher a comandar um trio de arbitragem em um jogo da primeira divisão do Campeonato Cearense.
Em janeiro de 2010, Almeida entrou com a representação no Tribunal de Justiça Desportiva e na Justiça Cívil contra Luizinho Torquato, então dirigente do Guarany de Sobral, após ele tê-la chamado de “rapariga” e afirmado que a árbitra “dormia com o pessoal da federacão”. A cearense cobrava danos morais de Torquato.